# Констанс Дима
Констанс Дима (на гръцки: Κωνστάνς Δημά) е гръцка писателка.

## Биография
Родена е като Константина Карадиму (Κωνσταντίνα Καραδήμου) на 18 август 1948 година в планината Грамос, Гърция, по време на Гръцката гражданска война. Изведена е от страната като дете бежанец и прекарва детството си и юношеството си в Чехословакия. Учи туризъм, френска и българска филология. Живее във Франция, България, Гърция и Белгия, и работи като учителка по френски език. В 2009 година се установява в градчето Амнисос на Крит.
Констанс Дима е авторка на няколко стихосбирки, романи, както и на различни преводи от различни литературни жанрове. Някои нейни стихотворения и книги в проза са преведени на гръцки, френски, английски, испански, италиански, руски, чешки и български.